# Adolf Trieb
Adolf Trieb (* 27. Mai 1874 in Landstuhl; † 4. Dezember 1950 in Eppelsheim) war ein Lehrer mit Engagement für die rheinhessische Geschichte und das deutsche Liedgut.

## Leben
Trieb wurde als Sohn des Maurers Philipp Jakob Trieb (1828–1910) und Maria Katharina, geborene Müller, (1834–1917) geboren. Er war mit Katharina Kneller verheiratet und die beiden hatten drei Kinder.
Hauptberuflich war Trieb als Lehrer in verschiedenen Orten tätig:
- Steinwenden bei Landstuhl: 1897–1899
- Oberarnbach bei Landstuhl: 1899–1901
- Dittelsheim bei Worms: 1901–1902
- Ibersheim bei Worms: 1902–1903
- Eppelsheim bei Alzey: 1903–1914
- Worms, Karmeliterschule: 1914–1938

Er trat durch das Verfassen mehrerer Bücher über die rheinhessische Geschichte und das deutsche Liedgut in Erscheinung.
Im Jahr 1970 wurde in Worms-Ibersheim eine Straße nach ihm benannt.

## Veröffentlichungen
- In: Vom Rhein. Beilage der Wormser Zeitung. 13 verschiedene Titel, in der Universitäts- und Landesbibliothek Darmstadt.
- In: Luginsland. Wochenbeilage der Wormser Zeitung. Drei Titel, in der Universitäts- und Landesbibliothek Darmstadt.
- Entstehung und Bedeutung der früheren kurpfälzischen Ortsgerichte. 1906.
- Ibersheim am Rhein, Geschichte des Ortes seit den frühesten Zeiten, mit Berücksichtigung der Mennonitengemeinde. 1911. Digitalisat
- Heimatkunde des Kreises Worms. Eine Unterrichtsgrundlage für Lehrer. 1914.
- Heimatkunde im Großherzogtum Hessen: Kreis Worms. 1914.
- Aus der Geschichte der Stadt Worms. Zusammengestellt von der Arbeitsgemeinschaft für Geschichte, 1932.
- Eppelsheim (Rheinhessen), Geschichte des Ortes seit den frühesten Zeiten bis zur Gegenwart. 1937. Digitalisat
- Verzeichnis der rheinhessischen Gemeindearchive. Landesarchiv Speyer.
- Inventare der Gemeindearchive des Kreises Worms. Landesarchiv Speyer.